# Sydafrika i olympiska sommarspelen 2012
Sydafrika deltog i de olympiska sommarspelen 2012 som ägde rum i London i Storbritannien mellan den 27 juli och den 12 augusti 2012.

## Medaljörer
| Medalj | Namn                                                    | Sport      | Gren                        |
| ------ | ------------------------------------------------------- | ---------- | --------------------------- |
| Guld   | James Thompson Matthew Brittain John Smith Sizwe Ndlovu | Rodd       | Lättvikts-fyra utan styrman |
| Guld   | Cameron van der Burgh                                   | Simning    | Herrarnas 100 m bröstsim    |
| Guld   | Chad le Clos                                            | Simning    | Herrarnas 200 m fjärilsim   |
| Guld   | Caster Semenya                                          | Friidrott  | Damernas 800 m              |
| Silver | Chad le Clos                                            | Simning    | Herrarnas 100 m fjärilsim   |
| Brons  | Bridgitte Hartley                                       | Kanotsport | Damernas 500 m K-1          |

## Badminton
- Huvudartikel: Badminton vid olympiska sommarspelen 2012

| Spelare                         | Gren       | Gruppnivå                          | Gruppnivå                           | Gruppnivå                                  | Gruppnivå | Eliminering                           | Kvartsfinal       | Semifinal         | Final / brons     | Final / brons    |
| Spelare                         | Gren       | Motståndare Poäng                  | Motståndare Poäng                   | Motståndare Poäng                          | Placering | Motståndare Poäng                     | Motståndare Poäng | Motståndare Poäng | Motståndare Poäng | Placering        |
| ------------------------------- | ---------- | ---------------------------------- | ----------------------------------- | ------------------------------------------ | --------- | ------------------------------------- | ----------------- | ----------------- | ----------------- | ---------------- |
| Dorian James Willem Viljoen     | Herrdubbel | Boe / Mogensen (DEN) L 6–21, 12–21 | Chai B / Guo Zd (CHN) L 8–21, 13–21 | Ivanov / Ivan Sozonov (RUS) L 13–21, 15–21 | 4         | Gick inte vidare                      | Gick inte vidare  | Gick inte vidare  | Gick inte vidare  | Gick inte vidare |
| Michelle Edwards Annari Viljoen | Damdubbel  | Choo / Veeran (AUS) L 9–21, 7–21   | Ha J-e / Kim M-j (KOR) L 8–21, 7–21 | Jauhari / Polii (INA) L 18–21, 10–21       | 2 Q       | Sorokina / Vislova (RUS) L 9–21, 7–21 | Gick inte vidare  | Gick inte vidare  | Gick inte vidare  | Gick inte vidare |

## Boxning
- Huvudartikel: Boxning vid olympiska sommarspelen 2012

Herrar
| Boxare           | Gren       | Sextondelsfinal        | Åttondelsfinal        | Kvartsfinal          | Semifinal            | Final                | Final            |
| Boxare           | Gren       | Motståndare Resultat   | Motståndare Resultat  | Motståndare Resultat | Motståndare Resultat | Motståndare Resultat | Placering        |
| ---------------- | ---------- | ---------------------- | --------------------- | -------------------- | -------------------- | -------------------- | ---------------- |
| Ayabonga Sonjica | Bantamvikt | Dalakliev (BUL) L 6–15 | Gick inte vidare      | Gick inte vidare     | Gick inte vidare     | Gick inte vidare     | Gick inte vidare |
| Siphiwe Lusizi   | Weltervikt | Ahmed (IRQ) W 17–13    | Maestre (VEN) L 13–18 | Gick inte vidare     | Gick inte vidare     | Gick inte vidare     | Gick inte vidare |

## Bågskytte
- Huvudartikel: Bågskytte vid olympiska sommarspelen 2012

Damer
| Bågskytt      | Gren                  | Ranking-runda | Ranking-runda | 32-delsfinal              | Sextondelsfinal   | Åttondelsfinal    | Kvartsfinal       | Semifinal         | Final             | Final            |
| Bågskytt      | Gren                  | Poäng         | Seedning      | Motståndare Poäng         | Motståndare Poäng | Motståndare Poäng | Motståndare Poäng | Motståndare Poäng | Motståndare Poäng | Placering        |
| ------------- | --------------------- | ------------- | ------------- | ------------------------- | ----------------- | ----------------- | ----------------- | ----------------- | ----------------- | ---------------- |
| Karen Hultzer | Damernas individuella | 631           | 46            | Lionetti (ITA) (19) L 2–6 | Gick inte vidare  | Gick inte vidare  | Gick inte vidare  | Gick inte vidare  | Gick inte vidare  | Gick inte vidare |

## Cykling
- Huvudartikel: Cykling vid olympiska sommarspelen 2012

### Landsväg
| Cyklist              | Gren                | Tid      | Placering |
| -------------------- | ------------------- | -------- | --------- |
| Daryl Impey          | Herrarnas linjelopp | 5:46:37  | 40        |
| Robyn de Groot       | Damernas linjelopp  | OTL      | OTL       |
| Ashleigh Moolman     | Damernas tempolopp  | 42:23.57 | 24        |
| Ashleigh Moolman     | Damernas linjelopp  | 3:35:56  | 16        |
| Joanna van de Winkel | Damernas linjelopp  | 3:35:56  | 28        |

### Bana
Sprint
| Cyklist             | Gren             | Kval                 | Kval      | Omgång 1                         | Återkval 1                                     | Omgång 2                         | Återkval 2                       | Kvartsfinal                      | Semifinal                        | Final                                                        | Final     |
| Cyklist             | Gren             | Tid Hastighet (km/h) | Placering | Motståndare Tid Hastighet (km/h) | Motståndare Tid Hastighet (km/h)               | Motståndare Tid Hastighet (km/h) | Motståndare Tid Hastighet (km/h) | Motståndare Tid Hastighet (km/h) | Motståndare Tid Hastighet (km/h) | Motståndare Tid Hastighet (km/h)                             | Placering |
| ------------------- | ---------------- | -------------------- | --------- | -------------------------------- | ---------------------------------------------- | -------------------------------- | -------------------------------- | -------------------------------- | -------------------------------- | ------------------------------------------------------------ | --------- |
| Bernard Esterhuizen | Herrarnas sprint | 10.350 69.565        | 15        | Förstemann (GER) L               | Mazquiaran (ESP) Zhang M (CHN) W 10.762 66.902 | Kenny (GBR) L                    | Förstemann (GER) Kelemen (CZE) L | Gick inte vidare                 | Gick inte vidare                 | 9:e plats-final Nakagawa (JPN) Kelemen (CZE) Canelón (VEN) L | 11        |

### Mountainbike
| Cyklist           | Gren                  | Tid     | Placering |
| ----------------- | --------------------- | ------- | --------- |
| Burry Stander     | Herrarnas terränglopp | 1:29:37 | 5         |
| Phillip Buys      | Herrarnas terränglopp | 1:40:11 | 35        |
| Candice Neethling | Damernas terränglopp  | 1:45:03 | 28        |

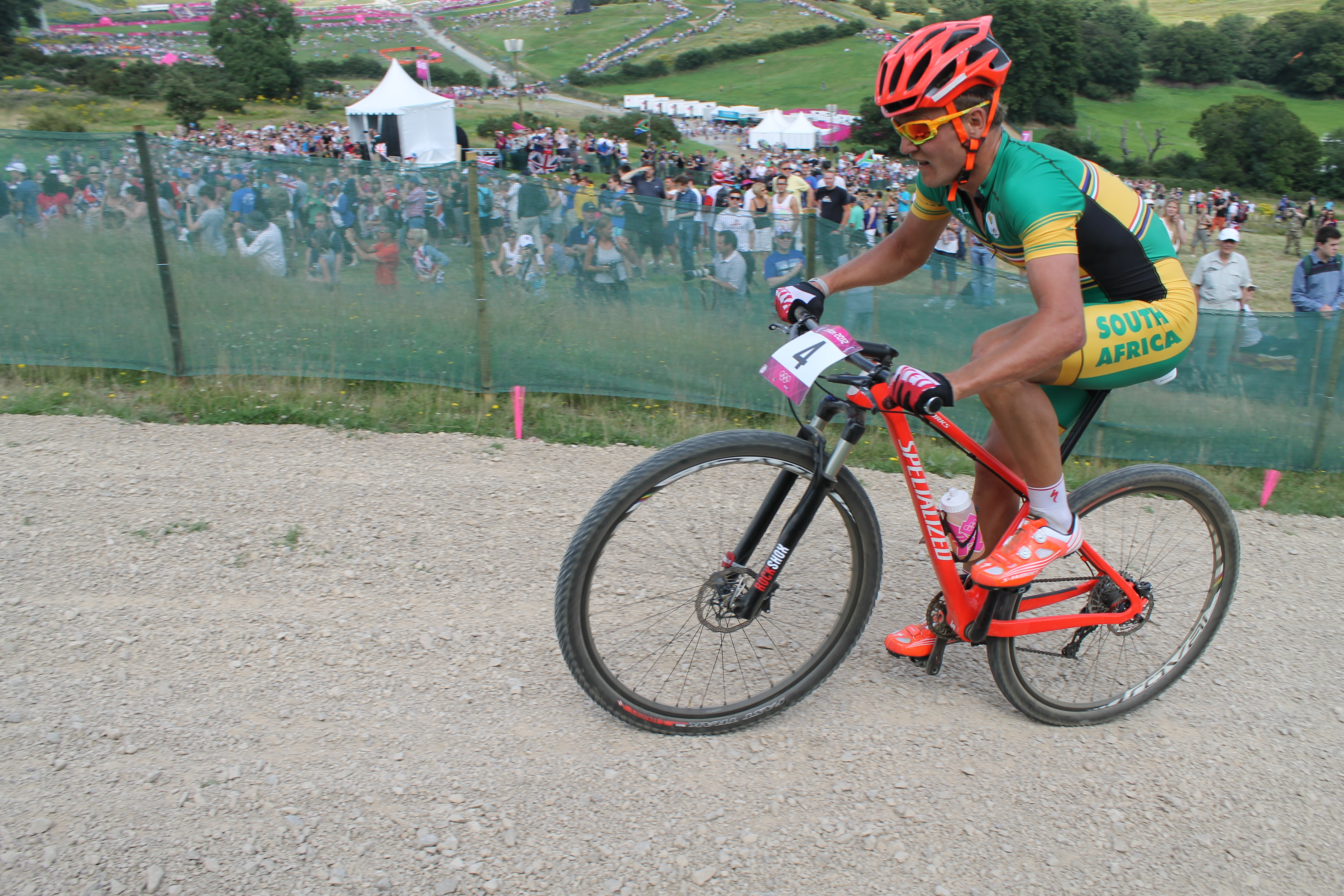
Burry Stander
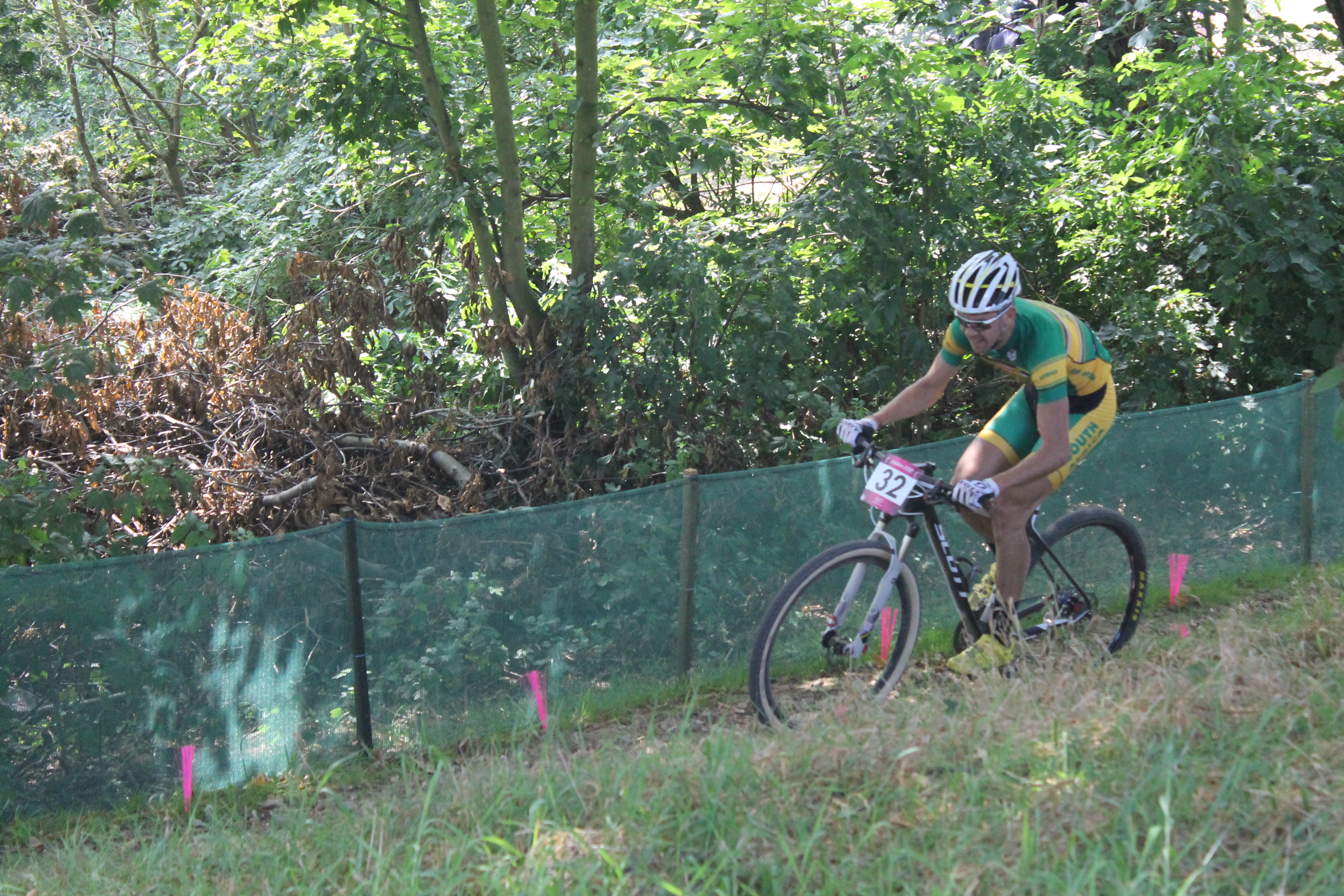
Philip Buys
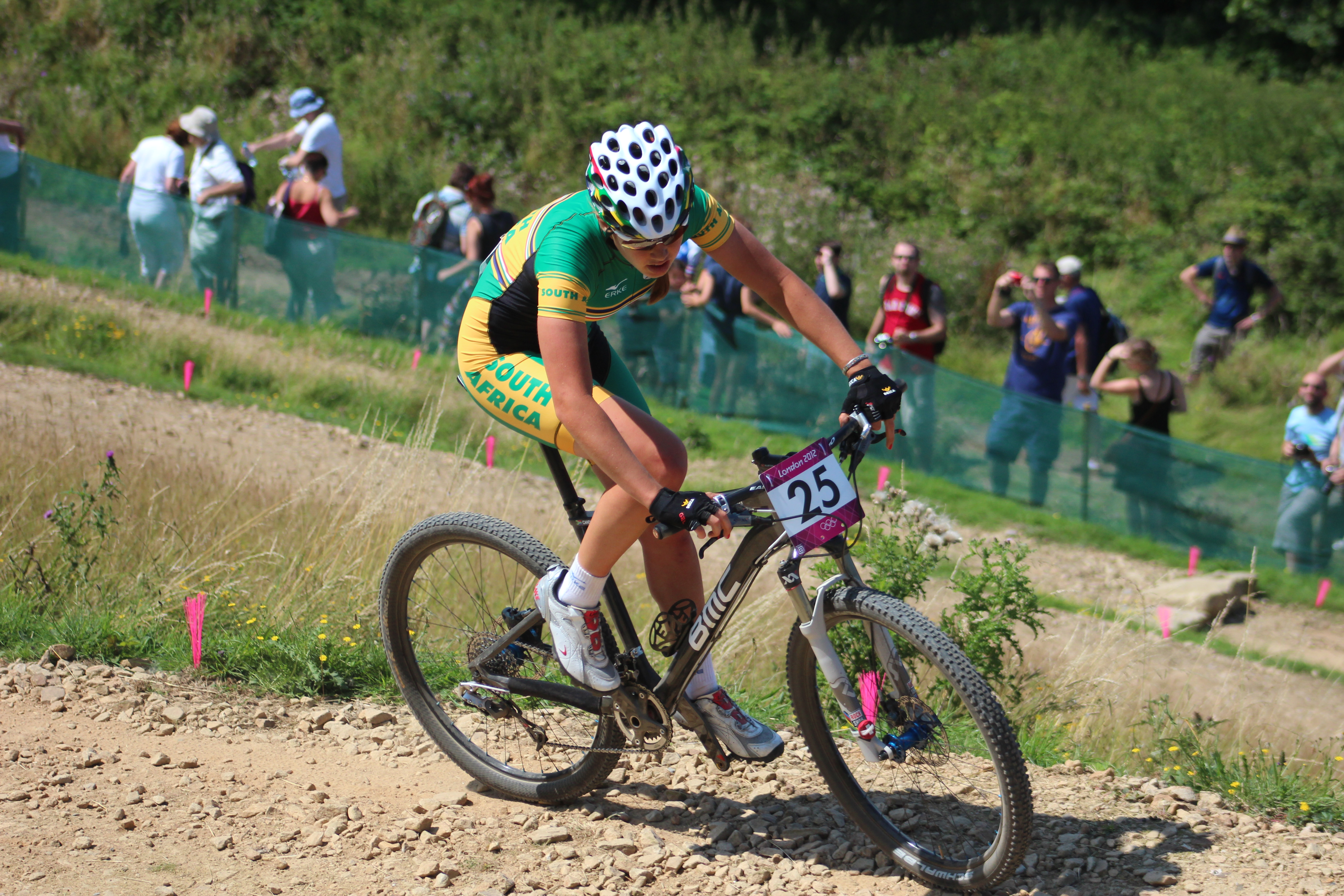
Candice Neethling

### BMX
| Cyklist       | Gren          | Seedning | Seedning  | Kvartsfinal | Kvartsfinal | Semifinal        | Semifinal        | Final            | Final            |
| Cyklist       | Gren          | Resultat | Placering | Poäng       | Placering   | Poäng            | Placering        | Resultat         | Placering        |
| ------------- | ------------- | -------- | --------- | ----------- | ----------- | ---------------- | ---------------- | ---------------- | ---------------- |
| Sifiso Nhlapo | Herrarnas BMX | 40.788   | 30        | 27          | 8           | Gick inte vidare | Gick inte vidare | Gick inte vidare | Gick inte vidare |

## Fotboll
- Huvudartikel: Fotboll vid olympiska sommarspelen 2012

Damer
Coach: Joseph Mkhonza
| Nr | Pos. | Namn               | Födelsedatum (ålder)      | Matcher | Mål |           | Klubb                              |
| -- | ---- | ------------------ | ------------------------- | ------- | --- | --------- | ---------------------------------- |
| 1  | MV   | Roxanne Barker     | 6 maj 1991 (21 år)        | 6       | 0   | USA       | Pepperdine University              |
| 2  | MF   | Robyn Moodaly      | 16 juni 1994 (18 år)      | 12      | 1   | Sydafrika | High Performance Centre            |
| 3  | F    | Nothando Vilakazi  | 28 oktober 1988 (23 år)   | 30      | 6   | Sydafrika | Palace Super Falcons               |
| 4  | F    | Amanda Sister      | 1 mars 1990 (22 år)       | 33      | 1   | Sydafrika | Liverpool                          |
| 5  | F    | Janine van Wyk     | 17 april 1987 (25 år)     | 76      | 8   | Sydafrika | Palace Super Falcons               |
| 6  | F    | Zamandosi Cele     | 26 december 1990 (21 år)  | 18      | 0   | Sydafrika | Durban                             |
| 7  | MF   | Leandra Smeda      | 22 juli 1989 (23 år)      | 19      | 3   | Sydafrika | Cape Town Roses                    |
| 8  | MF   | Kylie Louw         | 15 januari 1989 (23 år)   | 72      | 7   | USA       | Stephen F. Austin State University |
| 9  | MF   | Amanda Dlamini (c) | 22 juli 1988 (24 år)      | 49      | 16  | Sydafrika | University of Johannesburg         |
| 10 | MF   | Marry Ntsweng      | 19 december 1989 (22 år)  | 41      | 1   | Sydafrika | Tshwane University                 |
| 11 | A    | Noko Matlou        | 30 september 1985 (26 år) | 74      | 55  | Sydafrika | University of Johannesburg         |
| 12 | A    | Portia Modise      | 20 juni 1983 (29 år)      | 92      | 71  | Sydafrika | Palace Super Falcons               |
| 13 | MF   | Gabisile Hlumbane  | 20 december 1986 (25 år)  | 33      | 0   | Sydafrika | Kovsies                            |
| 14 | A    | Sanah Mollo        | 30 januari 1987 (25 år)   | 26      | 8   | Sydafrika | Bloemfontein Celtic                |
| 15 | F    | Refiloe Jane       | 4 augusti 1992 (19 år)    | 5       | 0   | Sydafrika | Mamelodi Sundowns                  |
| 16 | MF   | Mpumi Nyandeni     | 19 augusti 1987 (24 år)   | 93      | 7   | Ryssland  | WFC Rossiyanka                     |
| 17 | A    | Andisiwe Mgcoyi    | 3 juli 1988 (24 år)       | 21      | 4   | Sydafrika | Mamelodi Sundowns                  |
| 18 | MV   | Thokozile Mndaweni | 8 augusti 1981 (30 år)    | 57      | 1   | Sydafrika | University of Johannesburg         |

Gruppspel
| Nr | Lag       | S | V | O | F | GM | IM | MS | P |
| -- | --------- | - | - | - | - | -- | -- | -- | - |
| 1  | Sverige   | 3 | 1 | 2 | 0 | 6  | 3  | +3 | 5 |
| 2  | Japan     | 3 | 1 | 2 | 0 | 2  | 1  | +1 | 5 |
| 3  | Kanada    | 3 | 1 | 1 | 1 | 6  | 4  | +2 | 4 |
| 4  | Sydafrika | 3 | 0 | 1 | 2 | 1  | 7  | −6 | 1 |

| 5 | 25 juli, 19:45 | Sverige | 4 – 1 | Sydafrika | City of Coventry Stadium, Coventry |  |
|   |                |         |       |           |                                    |  |
|   |                |         |       |           |                                    |  |
|   |                |         |       |           |                                    |  |

| 9 | 28 juli, 14:45 | Kanada | 3 – 0 | Sydafrika | City of Coventry Stadium, Coventry |  |
|   |                |        |       |           |                                    |  |
|   |                |        |       |           |                                    |  |
|   |                |        |       |           |                                    |  |

| 13 | 31 juli, 14:30 | Japan | 0 – 0 | Sydafrika | Millennium Stadium, Cardiff |  |
|    |                |       |       |           |                             |  |
|    |                |       |       |           |                             |  |
|    |                |       |       |           |                             |  |

## Friidrott
- Huvudartikel: Friidrott vid olympiska sommarspelen 2012

Förkortningar
- Notera – Placeringar gäller endast den tävlandes eget heat
- Q = Kvalificerade sig till nästa omgång via placering
- q = Kvalificerade sig på tid eller, i fältgrenarna, på placering utan att ha nått kvalgränsen
- NR = Nationellt rekord
- N/A = Omgången inte möjlig i grenen
- Bye = Idrottaren behövde inte delta i omgången

Herrar
Bana och väg
| Idrottare                                                                          | Gren       | Heat     | Heat      | Semifinal        | Semifinal        | Final            | Final            |
| Idrottare                                                                          | Gren       | Resultat | Placering | Resultat         | Placering        | Resultat         | Placering        |
| ---------------------------------------------------------------------------------- | ---------- | -------- | --------- | ---------------- | ---------------- | ---------------- | ---------------- |
| Lusapho April                                                                      | Maraton    | i.u.     | i.u.      | i.u.             | i.u.             | 2:19:00          | 43               |
| Lehann Fourie                                                                      | 110 m häck | 13.49    | 2 Q       | 13.28            | 3 q              | 13.53            | 7                |
| Cornel Fredericks                                                                  | 400 m häck | 52.29    | 8         | Gick inte vidare | Gick inte vidare | Gick inte vidare | Gick inte vidare |
| Anaso Jobodwana                                                                    | 200 m      | 20.46    | 2 Q       | 20.27            | 2 Q              | 20.69            | 8                |
| Stephen Mokoka                                                                     | Maraton    | i.u.     | i.u.      | i.u.             | i.u.             | 2:19:52          | 49               |
| Marc Mundell                                                                       | 50 km gång | i.u.     | i.u.      | i.u.             | i.u.             | 3:55:32 AR       | 32               |
| Coolboy Ngamole                                                                    | Maraton    | i.u.     | i.u.      | i.u.             | i.u.             | DNF              | DNF              |
| Andre Olivier                                                                      | 800 m      | 1:46.42  | 3 Q       | 1:45.44          | 5                | Gick inte vidare | Gick inte vidare |
| Oscar Pistorius                                                                    | 400 m      | 45.44    | 2 Q       | 46.54            | 8                | Gick inte vidare | Gick inte vidare |
| Louis Jacob van Zyl                                                                | 400 m häck | 50.31    | 6         | Gick inte vidare | Gick inte vidare | Gick inte vidare | Gick inte vidare |
| Willem de Beer Shaun de Jager Ofentse Mogawane Oscar Pistorius Louis Jacob van Zyl | 4 x 400 m  | DNF*     | DNF*      | i.u.             | i.u.             | 3:03.46 SB       | 8                |

Fältgrenar
| Idrottare              | Gren      | Kval  | Kval      | Final | Final     |
| Idrottare              | Gren      | Längd | Placering | Längd | Placering |
| ---------------------- | --------- | ----- | --------- | ----- | --------- |
| Godfrey Khotso Mokoena | Längdhopp | 8.02  | 7 q       | 7.93  | 8         |

Kombinerade grenar – tiokamp
| Idrottare       | Gren     | 100 m | LJ   | SP    | HJ   | 400 m | 110H  | DT    | PV   | JT    | 1500 m  | Final | Placering |
| --------------- | -------- | ----- | ---- | ----- | ---- | ----- | ----- | ----- | ---- | ----- | ------- | ----- | --------- |
| Willem Coertzen | Resultat | 11.09 | 7.17 | 13.79 | 2.05 | 48.56 | 14.15 | 43.58 | 4.50 | 64.79 | 4:26.52 | 8173  | 9         |
| Willem Coertzen | Poäng    | 841   | 854  | 715   | 850  | 882   | 955   | 738   | 760  | 810   | 768     | 8173  | 9         |

Damer
Bana och väg
| Idrottare         | Gren    | Heat     | Heat      | Semifinal  | Semifinal | Final    | Final     |
| Idrottare         | Gren    | Resultat | Placering | Resultat   | Placering | Resultat | Placering |
| ----------------- | ------- | -------- | --------- | ---------- | --------- | -------- | --------- |
| Rene Kalmer       | Maraton | i.u.     | i.u.      | i.u.       | i.u.      | 2:30:51  | 35        |
| Tanith Maxwell    | i.u.    | i.u.     | i.u.      | i.u.       | 2:40:27   | 81       |           |
| Caster Semenya    | 800 m   | 2:00.71  | 2 Q       | 1:57.67 SB | 1 Q       | 1:57.23  | 1         |
| Irvette van Blerk | Maraton | i.u.     | i.u.      | i.u.       | i.u.      | DNF      | DNF       |

Fältgrenar
| Idrottare       | Gren          | Kval  | Kval      | Final | Final     |
| Idrottare       | Gren          | Längd | Placering | Längd | Placering |
| --------------- | ------------- | ----- | --------- | ----- | --------- |
| Sunette Viljoen | Spjutkastning | 65.92 | 3 Q       | 64.53 | 4         |

## Judo
Herrar
| Idrottare      | Gren              | 32-delsfinal         | Sextondelsfinal          | Åttondelsfinal       | Kvartsfinal          | Semifinal            | Återkval             | Bronsmatch           | Final                | Final            |
| Idrottare      | Gren              | Motståndare Resultat | Motståndare Resultat     | Motståndare Resultat | Motståndare Resultat | Motståndare Resultat | Motståndare Resultat | Motståndare Resultat | Motståndare Resultat | Placering        |
| -------------- | ----------------- | -------------------- | ------------------------ | -------------------- | -------------------- | -------------------- | -------------------- | -------------------- | -------------------- | ---------------- |
| Gideon van Zyl | Lättvikt (-73 kg) | BYE                  | Orujov (AZE) L 0101–0100 | Gick inte vidare     | Gick inte vidare     | Gick inte vidare     | Gick inte vidare     | Gick inte vidare     | Gick inte vidare     | Gick inte vidare |

## Kanotsport
Sprint
| Kanotist          | Gren              | Heat     | Heat      | Semifinal        | Semifinal        | Final            | Final            |
| Kanotist          | Gren              | Tid      | Placering | Tid              | Placering        | Tid              | Placering        |
| ----------------- | ----------------- | -------- | --------- | ---------------- | ---------------- | ---------------- | ---------------- |
| Bridgitte Hartley | Damernas K1 500 m | 1:53.051 | 2 Q       | 1:51.286         | 1 FA             | 1:52.923         | 3                |
| Tiffany Kruger    | Damernas K1 200 m | 46.122   | 7         | Gick inte vidare | Gick inte vidare | Gick inte vidare | Gick inte vidare |

## Landhockey
Herrar
Coach: Gregg Clark
| 1. Jonathan Robinson 2. Wade Paton 3. Andrew Cronje 4. Lloyd Madsen 5. Austin Smith (C) 6. Timothy Drummond 7. Marvin Harper 8. Julian Hykes 9. Lloyd Norris-Jones | 1. Lance Louw 2. Rhett Halkett 3. Thornton McDade 4. Erasmus Pieterse (GK) 5. Justin Reid-Ross 6. Ian Haley 7. Taine Paton 8. Clinton Panther |

Reserver:
- Jacques Le Roux (GK)

Gruppspel
| Nr | Lag            | S | V | O | F | GM | IM | MS  | P  |
| -- | -------------- | - | - | - | - | -- | -- | --- | -- |
| 1  | Australien     | 5 | 3 | 2 | 0 | 23 | 5  | +18 | 11 |
| 2  | Storbritannien | 5 | 2 | 3 | 0 | 14 | 8  | +6  | 9  |
| 3  | Spanien        | 5 | 2 | 2 | 1 | 8  | 10 | −2  | 8  |
| 4  | Pakistan       | 5 | 2 | 1 | 2 | 9  | 16 | −7  | 7  |
| 5  | Argentina      | 5 | 1 | 1 | 3 | 10 | 14 | −4  | 4  |
| 6  | Sydafrika      | 5 | 0 | 1 | 4 | 11 | 22 | −11 | 1  |

Damer
Coach: Giles Bonnet
| 1. Mariette Rix (GK) 2. Kate Woods 3. Illse Davids 4. Marsha Marescia (C) 5. Shelley Russell 6. Dirkie Chamberlain 7. Lisa-Marie Deetlefs 8. Pietie Coetzee | 1. Jennifer Wilson 2. Lesle-Ann George 3. Nicolene Terblanche 4. Lenise Marais 5. Kathleen Taylor 6. Bernadette Coston 7. Tarryn Bright 8. Sulette Damons |

Reserver:
- Vuyisanani Mangisa (GK)
- Lauren Penny

Gruppspel
| Nr | Lag         | S | V | O | F | GM | IM | MS | P  |
| -- | ----------- | - | - | - | - | -- | -- | -- | -- |
| 1  | Argentina   | 5 | 3 | 1 | 1 | 12 | 4  | +8 | 10 |
| 2  | Nya Zeeland | 5 | 3 | 1 | 1 | 9  | 5  | +4 | 10 |
| 3  | Australien  | 5 | 3 | 1 | 1 | 5  | 2  | +3 | 10 |
| 4  | Tyskland    | 5 | 2 | 1 | 2 | 6  | 7  | −1 | 7  |
| 5  | Sydafrika   | 5 | 1 | 0 | 4 | 9  | 14 | −5 | 3  |
| 6  | USA         | 5 | 1 | 0 | 4 | 4  | 13 | −9 | 3  |

## Ridsport

### Fälttävlan
| Tävlande            | Häst | Gren        | Dressyr | Dressyr   | Terrängbana | Terrängbana | Hoppning | Hoppning  | Hoppning        | Hoppning        | Totalt | Totalt    |
| Tävlande            | Häst | Gren        | Dressyr | Dressyr   | Terrängbana | Terrängbana | Kval     | Kval      | Final           | Final           | Totalt | Totalt    |
| Tävlande            | Häst | Gren        | Straff  | Placering | Straff      | Placering   | Straff   | Placering | Straff          | Placering       | Straff | Placering |
| ------------------- | ---- | ----------- | ------- | --------- | ----------- | ----------- | -------- | --------- | --------------- | --------------- | ------ | --------- |
| Alexander Peternell | Asih | Individuell | 70,4    | 72        | 46          | 56          | 7        | 49        | ej kvalificerad | ej kvalificerad | 123,4  | 49        |

## Rodd
Herrar
| Idrottare                                               | Gren                        | Heat    | Heat      | Återkval | Återkval  | Semifinal | Semifinal | Final   | Final     | Final |
| Idrottare                                               | Gren                        | Tid     | Placering | Tid      | Placering | Tid       | Placering | Tid     | Placering |       |
| ------------------------------------------------------- | --------------------------- | ------- | --------- | -------- | --------- | --------- | --------- | ------- | --------- | ----- |
| Matthew Brittain Sizwe Ndlovu John Smith James Thompson | Lättvikts-fyra utan styrman | 5:54,62 | 2 SA/B    | BYE      | BYE       | 6:04,21   | 2 FA      | 6:02,84 | 1         |       |

Damer
| Idrottare                    | Gren              | Heat    | Heat      | Återkval | Återkval  | Final   | Final     | Final |
| Idrottare                    | Gren              | Tid     | Placering | Tid      | Placering | Tid     | Placering |       |
| ---------------------------- | ----------------- | ------- | --------- | -------- | --------- | ------- | --------- | ----- |
| Lee-Ann Persse Naydene Smith | Tvåa utan styrman | 7:14,31 | 4 R       | 7:18,96  | 5 FB      | 7:56,40 | 7         |       |

## Segling
Herrar
| Seglare                   | Gren | Lopp | Lopp | Lopp | Lopp | Lopp | Lopp | Lopp | Lopp | Lopp | Lopp | Lopp | Summerad poäng | Finalplacering |
| Seglare                   | Gren | 1    | 2    | 3    | 4    | 5    | 6    | 7    | 8    | 9    | 10   | M*   | Summerad poäng | Finalplacering |
| ------------------------- | ---- | ---- | ---- | ---- | ---- | ---- | ---- | ---- | ---- | ---- | ---- | ---- | -------------- | -------------- |
| Jim Asenathi Roger Hudson | 470  | 18   | 27   | 27   | 20   | 26   | 26   | 13   | 15   | 25   | 24   | EL   | 194            | 26             |

M = Medaljlopp; EL = Eliminerad – gick inte vidare till medaljloppet;

## Triathlon
| Triathlet       | Gren                | Simning (1,5 km) | Trans 1 | Cykling (40 km) | Trans 2 | Löpning (10 km) | Total tid | Placering |
| --------------- | ------------------- | ---------------- | ------- | --------------- | ------- | --------------- | --------- | --------- |
| Richard Murray  | Herrarnas triathlon | 18:11            | 0:35    | 59:38           | 0:26    | 30:25           | 1:49:15   | 17        |
| Kate Roberts    | Damernas triathlon  | 19:23            | 0:40    | 1:07:21         | 0:34    | 34:48           | 2:02:46   | 22        |
| Gillian Sanders | Damernas triathlon  | 19:29            | 0:38    | 1:05:31         | 0:32    | 36:18           | 2:02:28   | 19        |